# School days
School days (alternatieve titel: School day (Ring! Ring! Goes the bell)) is een rock-'n-roll-liedje, geschreven en opgenomen door de Amerikaanse zanger Chuck Berry. Chess Records bracht het in maart 1957 uit als single. Het staat ook op het album After school session, dat twee maanden later uitkwam.
Het liedje vertelt hoe een groepje leerlingen uit een middelbareschoolklas na een zware, saaie schooldag gaat dansen op de muziek van een jukebox. Het laatste couplet begint met de regels ‘Hail, hail rock and roll / Deliver me from the days of old.’ Hail! Hail! Rock 'n' Roll is de titel van een documentaire over Chuck Berry uit 1987.
In 1964 hergebruikte Chuck Berry grote delen van het muzikale arrangement van School days in het nummer No particular place to go.

## Opname
Berry nam het liedje op 21 januari 1957 op  in de Universal Recording Studios in Chicago. Als producer traden de broers Leonard en Phil Chess op. In de begeleidingsgroep zaten onder anderen de gitarist Hubert Sumlin, de bassist Willie Dixon en de drummer Fred Below.

## In de hitparade
School days haalde de vijfde plaats in de Amerikaanse hitlijst Billboard Top 100, de voorloper van de Billboard Hot 100, de derde plaats in de lijst ‘Best Sellers in Stores’, en de eerste plaats in de ‘R&B Best Sellers in Stores’, de voorloper van de Hot R&B/Hip-Hop Songs.
Het nummer was Berry’s eerste hit in het Verenigd Koninkrijk en kwam tot de 24e plaats in de UK Singles Chart.

## Coverversies
- De Australische hardrockband AC/DC nam in 1975 een versie van School days op voor het album T.N.T., dat alleen in Australië en Nieuw-Zeeland verkrijgbaar was.[7] In 1997 werd het nummer opnieuw uitgebracht op het album Volts, het derde album van de cd-box Bonfire, die wel wereldwijd verkrijgbaar was.[8]
- The Beach Boys namen het nummer op voor hun album Keepin' the summer alive uit 1980.[9]
- Een live-versie door Eddie Cochran uit 1959 werd in 1999 uitgebracht op een album The Town Hall Party TV shows starring Eddie Cochran & Gene Vincent.[10]
- Gary Glitter nam het nummer op voor zijn album Glitter van 1972.[11]
- Jan & Dean zetten het nummer op hun album Dead man's curve – The new girl in school uit 1964.[12] In 1966 werd het nummer uitgebracht als achterkant van de single The new girl in school.[13]
- Elvis Presley bracht het nummer diverse malen live. Opnamen staan op Burning in Birmingham uit 1998[14] en New Year's Eve 1976 uit 2003.[15]
- Een versie van het nummer staat op The Simpsons Sing the Blues uit 1990. Het wordt gebracht door karakters uit de animatieserie The Simpsons.

School days van ASAP, School days van Stanley Clarke en School days van The Runaways zijn andere nummers.